# 苏-7战斗轰炸机
苏-7战斗机（俄文：Сухой Су-7）是苏联苏霍伊飞机设计局于20世纪50年代中期研制的一种后掠翼喷气式战斗轰炸机。是20世纪60－70年代苏联空军与华约国家空军的主要装备之一。北约代号装配匠-A（Fitter-A）。

## 历史

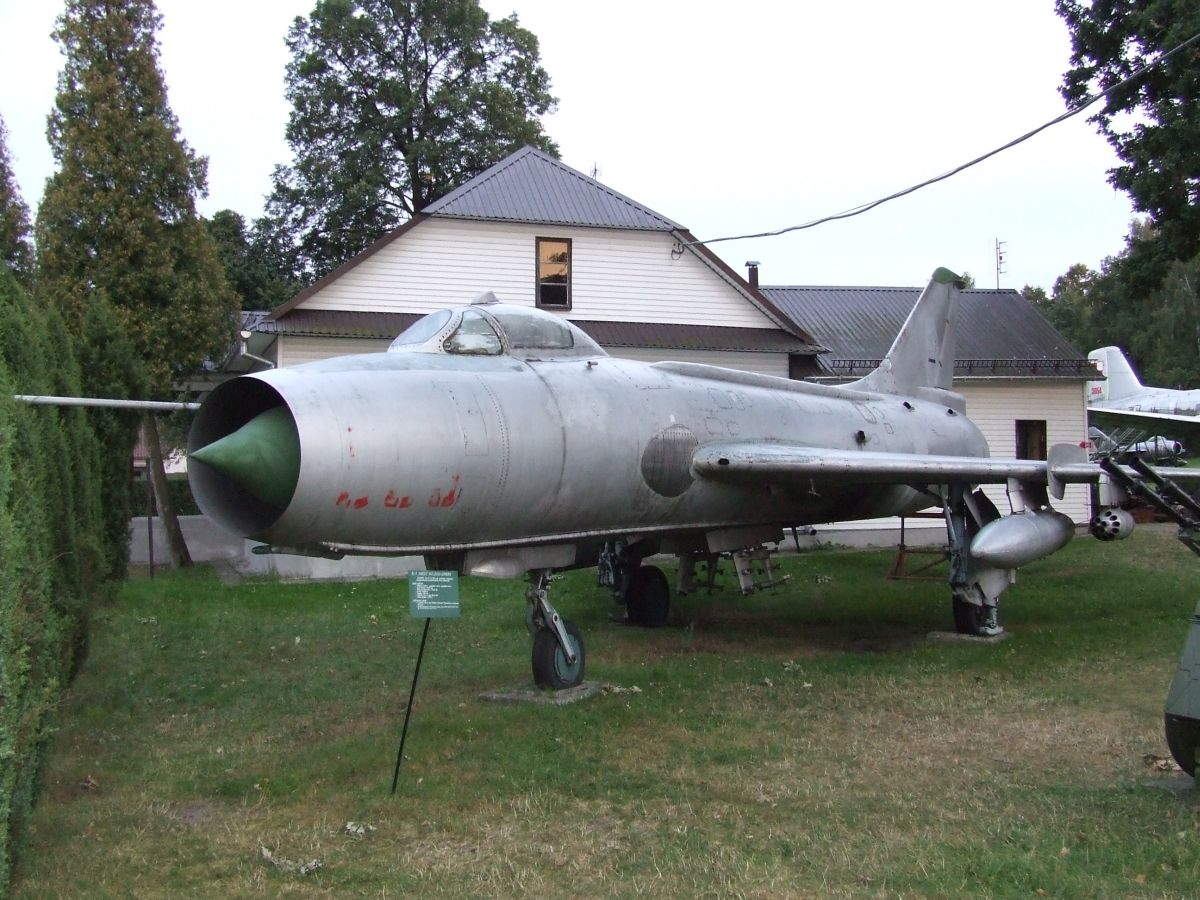
苏-7BKL

1950年代中期研制成功的苏-7前线战斗机与苏-9防空战斗机，是苏霍伊设计局二战后成功研制的第一批喷气式战斗机，确保了其歼击机设计机构的地位，能与同时期如日中天的米格设计局相抗衡。苏-7与苏-9采用了基本相同的机身与动力系统，但通过机翼设计上不同的翼型来满足不同军种对战斗性能的需求差别。苏-7最早是于米格-21竞争苏联前线战斗机的型号。苏-7的体积更大、推重比更高，在火力和综合机动性上占有优势，但空军选型时最终米格-21胜出，因为采用三角翼的米格-21更强调高空、高速性能，更小巧、轻型、便宜。苏-7最后发展成为了前线战斗轰炸机。
苏联先后生产了超过3000架各种型号的苏-7。苏联空军最多在一个时期装备了超过1400架苏-7.

## 性能特点
苏-7战斗轰炸机是苏联苏霍伊设计局设计的一种常规大后掠翼、單噴射發動機战斗轰炸机，设计目的是为苏联空军提供一种前线支援飞机。气动外形为传统的苏式设计，采用梯形中单翼，后掠角60度，两翼上各有一具防止激波堆积的小型翼刀。水平尾翼与垂直尾翼后掠角为55度。
Su-7主結構由B95鋁合金、D16鋁合金、30HGSA航空鋼材等材料構成，為了方便拆換，機身第28與29號主框架設置了連結接頭，可從該處將機身與發動機分離。
苏-7采用机头进气，进气口中有一个激波调节锥，用于提高超音速飞行时的发动机效率。苏-7采用AL7F-1-50／100渦輪噴射發動機，該型發動機最初壽命只有100小時，到後期型改善到有200小時的壽命，后期机型加装了SPRD-110助推火箭。苏-7系列的起降性能不佳，对跑道要求较高，早期机型不能在野战机场使用。部分机型加装了轮撬式起落架，这一问题得到改善。苏-7有较高的推重比，中高空机动性能较好。
在Su-7研發的年代蘇聯的電子科技尚不成熟，因此沒有導航雷達，只有簡易的測距雷達與無線電高度計。防護設備有駕駛座前方為厚102.5公厘的防彈玻璃，駕駛座頭靠後方5公厘厚的KVK-2防彈鋼板，儀表板前方8公厘厚防彈鋼板，駕駛艙主要20公厘厚的防彈鋁合金包覆，駕駛座後方則增厚到36公厘。固定武裝則是1950年代研發的NR-30機炮，但初期量產的B型備彈僅有70發，後期才加大備彈至300發，主要攻擊對地攻擊武器是以無導引火箭彈、傳統炸彈，或23公厘機砲莢艙；BM型可投擲战术核武器，是第一种具备此能力的苏联战斗机。

### 性能数据（苏-7BKL）
基本信息
- 机组：1人

性能
- 推重比：0.71
- 起飞速度: 950米(3,120英尺)
- 降落速度: 700米(2,300英尺)

武器

- 2具30毫米机炮，每门备弹80发
- 两个腹部、两个翼下、两个翼尖挂点可携带2,000千克 (4,410磅) 总外挂，包括：
  - S-24航空火箭彈
  - 炸弹
  - 8U69 5千吨TNT当量核弹

## 主要型号

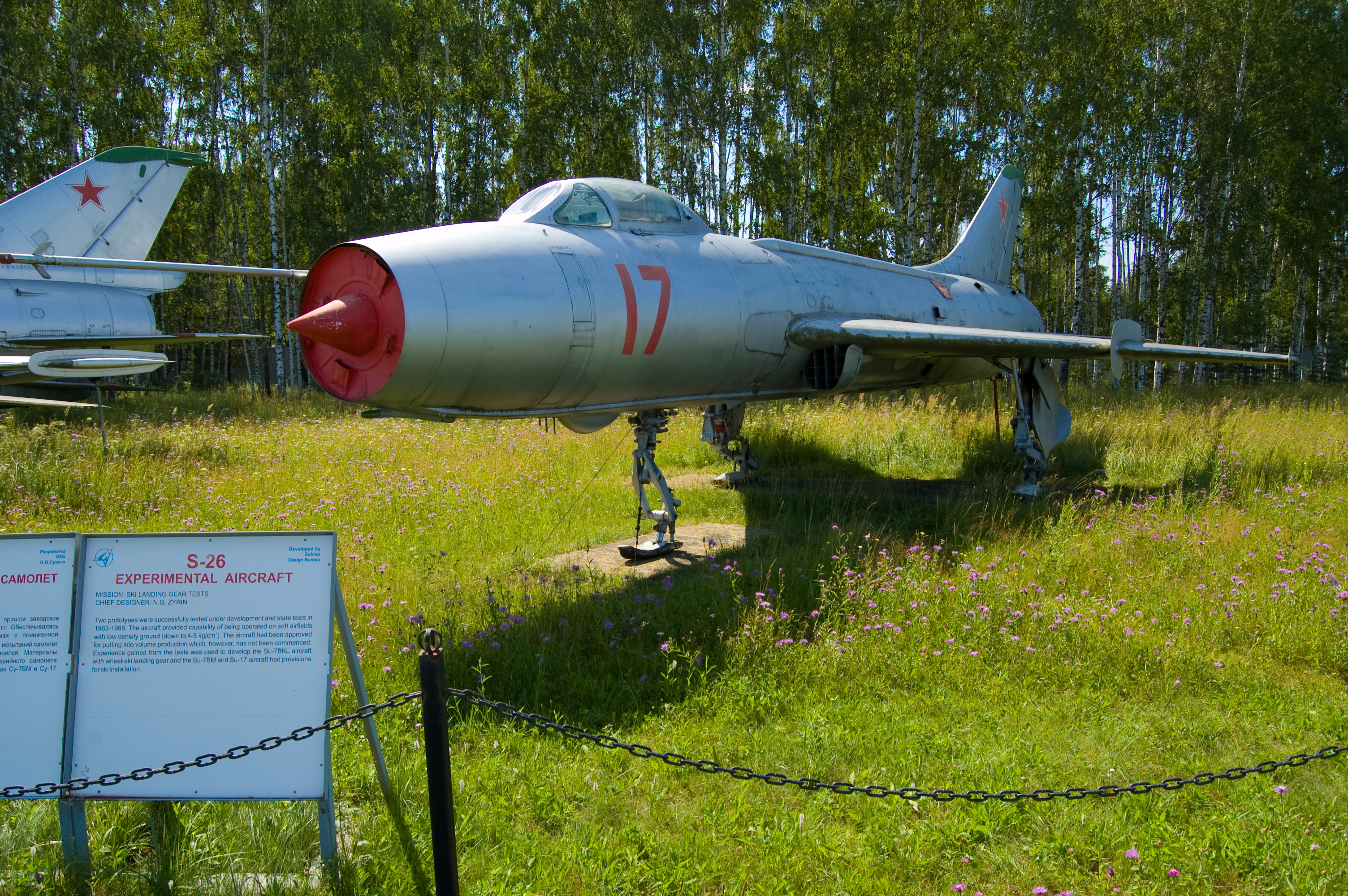
S-26

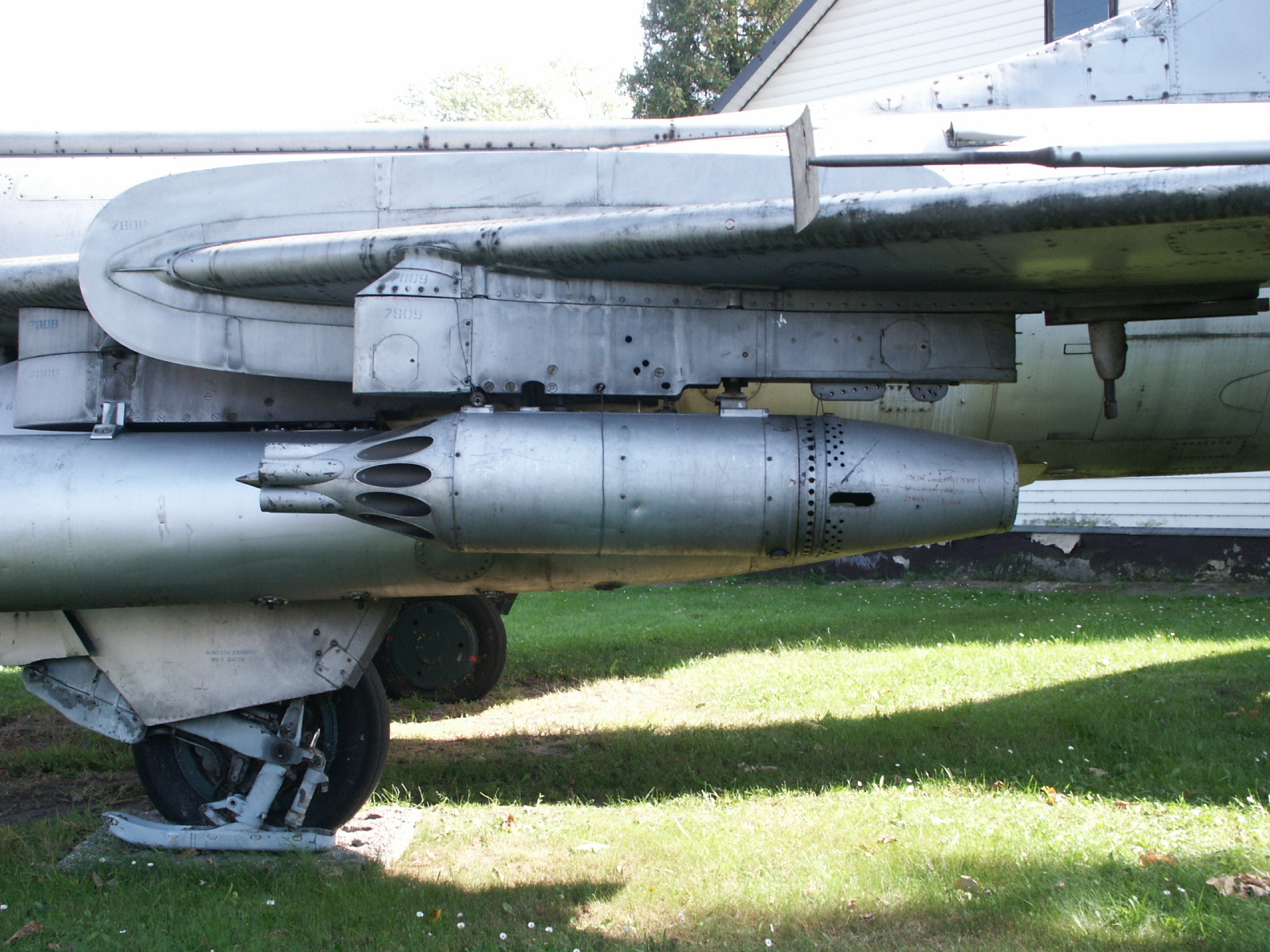
装备轮橇式起落架与UB-16 57mm火箭发射器的苏-7BKL

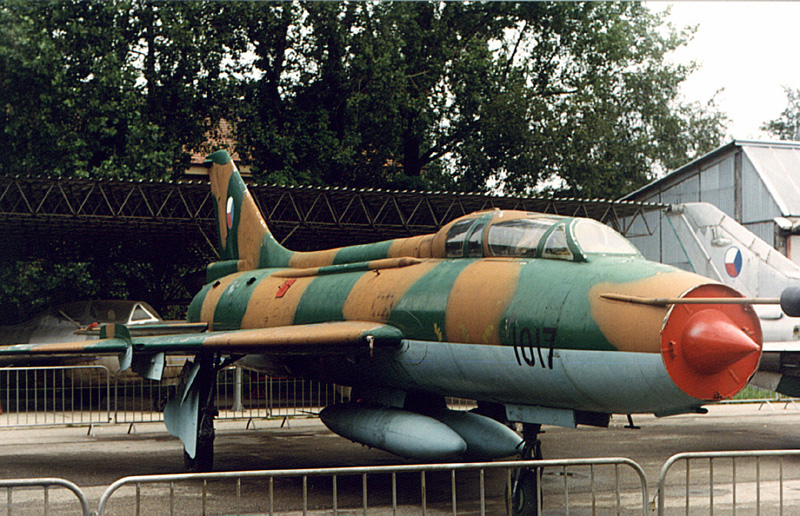
苏-7UMK

- S-1：苏-7/9系列的最初原型机，S代表Strelovidnoye（krylo）后掠翼。
- S-2:苏-7的原型机。
- S-22：苏-7B的原型机。
- S-22-2：苏-7BM的原型机。
- S-22M：：苏-7BM的原型机。
- S-22KL：苏-7BKL的原型机，装备有在S-22-4上测试过的短距起降装置。
- S-23：试验滑橇式起落架的苏-7试验机
- S-22-4：装备轮橇式起落架的苏-7试验机，加装了推力为29.4千牛的SPRD-110助推火箭与两具减速伞。
- S-25：发动机引气的附面层吹除系统（BTBLC system：blowing-type boundary layer control system）的验证机。
- S-25T：装备附面层吹除系统的苏-7试验机，用于全尺寸风洞测试。
- S-26：S-22-4验证机后继型，保存在俄罗斯空军博物馆。
- S-22MK：苏-7BMK试验机。
- U-22：苏-7BM的双座教练机改型，加长了机鼻
- U-22MK：苏-7UMK试验机。
- S-3：S-2的截击机改型，机鼻处装备了“绿宝石”雷达与其他电子设备。
- S-41：苏-7试验机，采用加长机鼻与符合面积律的后机身。
- T-1：在S-2基础上设计的三角翼方案，未完成原型机。
- T-3：基于S-2的三角翼截击机，与S-3、T-1平行研发，最后发展为T-43，即苏-9的原型机。
- 苏-7：最初生产型苏-7，北约称“装配匠-A”。发展自S-2的歼击机，1957年至1960年间共生产132架，1965年退役。
- 苏-7B：对地攻击型苏-7，S-22生产型，1957年至1960年间生产。
- 苏-7BM：苏-7改进型，采用新型AL-7F-1-150发动机，加装机翼油箱。具有战术核武器投放能力，是第一种具备此能力的苏联攻击机[3]，1963年至1965年间生产。
- 苏-7BKL：S-22KL生产型，加装了推力为29.4千牛的SPRD-110助推火箭与两具减速伞。1965年至1972年间生产。
- 苏-7BMK：简化的苏-7BKL出口型，1967年至1971年间生产。采用AL-7F-1-200发动机。
- 苏-7U：双座教练型苏-7，北约称 “农奴”（英文：Moujik），1965年10月25日首飞，1966年至1972年间生产。
- 苏-7UM：双座教练型苏-7BM。
- 苏-7UMK：双座教练型苏-7BMK，苏-7U出口型。
- 苏-7IG：变后掠翼试验机，发展为苏-17。
- 100LDU ：装备鸭翼与纵向稳定增强系统的苏-7U，T-4的电传操纵系统的试验平台。1973年至1974年间被用于苏-27电传操纵系统的试验。
- FL：苏-7U改装的的救生系统试验平台。
- 苏-17/20/22：改装变后掠翼的苏-7发展型号。

## 装备情况

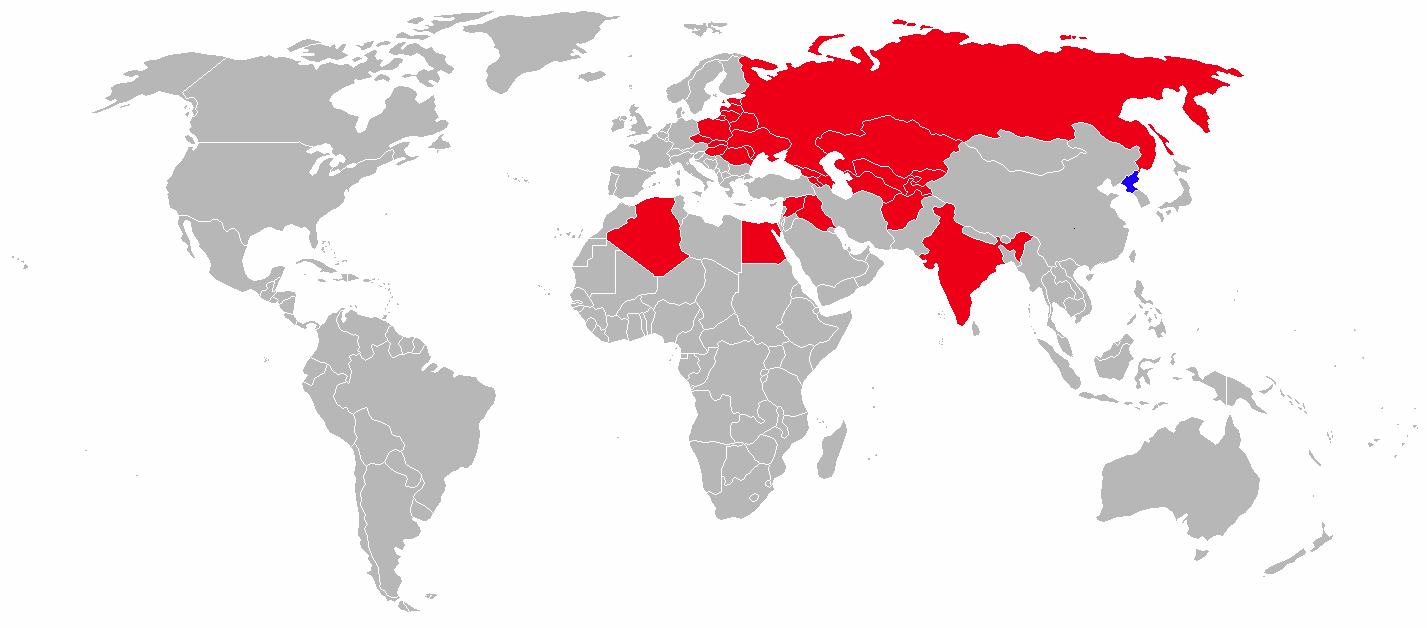
苏-7服役国（蓝色为正在服役，红色为已退役）

### 仍在使用苏-7的国家
:朝鲜空军中有约50架苏-7BK和7架蘇-7UMK。

### 曾经使用苏-7的国家

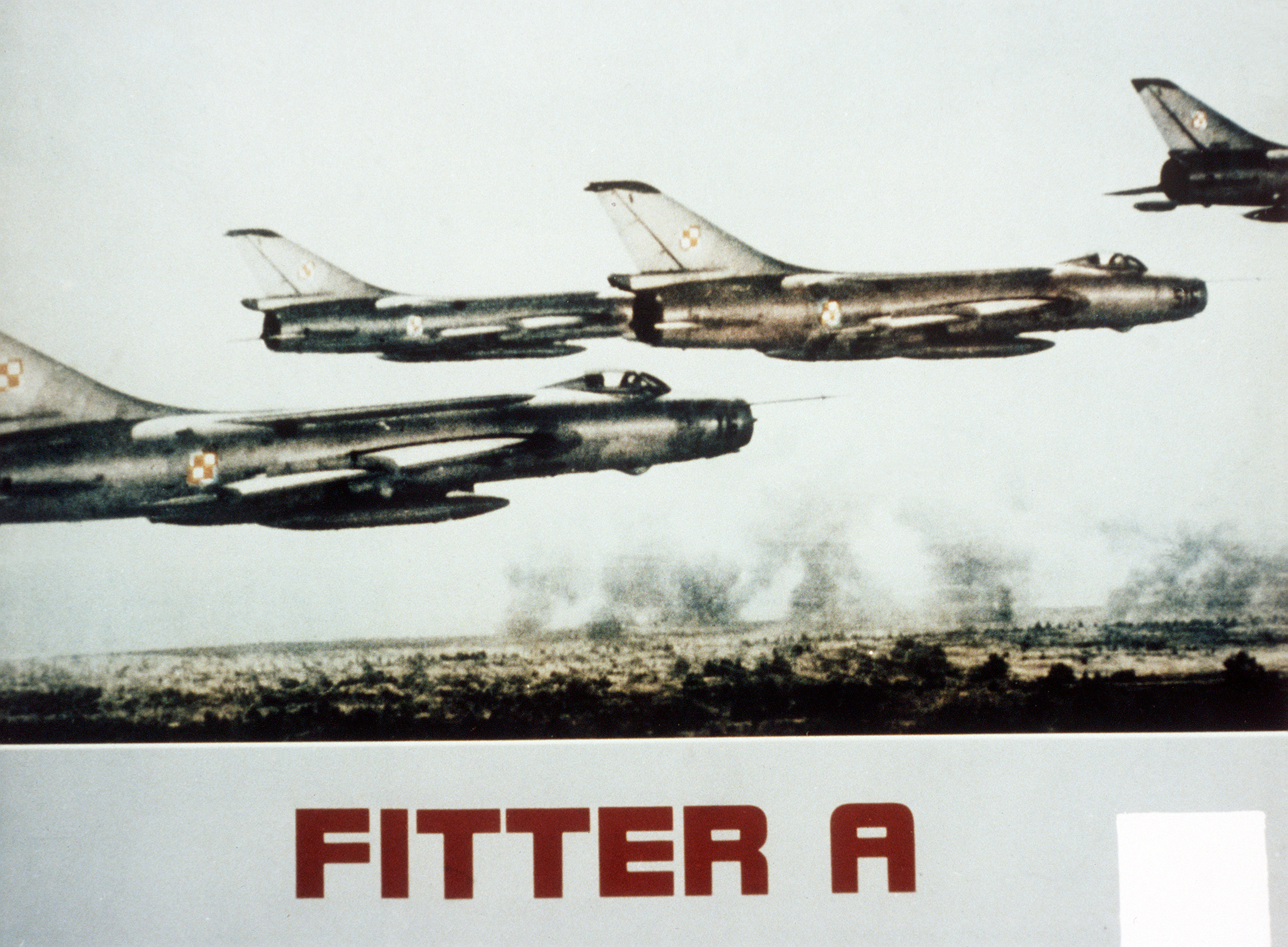
波兰空军装备的苏-7

阿富汗:阿富汗空军共装备了46架苏-7，包括16架苏-7U教练机，1972年获得。1980年可能另外获得了74架。已全部退役。
 阿尔及利亚:阿尔及利亚空军装备了14架苏-7BM，已全部退役。
 捷克斯洛伐克:捷克空军装备了60架苏-7，1990年全部退出现役。
 埃及:
 印度:140架苏-7曾在印度空军中服役，并参加了1971年的印巴冲突，承担对地攻击任务。
 伊拉克 :
 波蘭:46架苏-7曾在波兰空军中服役，已全部退役。
 葉門:
 苏联:苏联空军曾大量装备苏-7用作前线支援战斗轰炸机，共装备25个战斗轰炸机团。
 叙利亚:苏-7曾在叙利亚空军中服役，并参加了阿以冲突。

## 战史

### 埃及
埃及空军的苏-7参加了六日战争、埃以消耗战争与赎罪日战争，主要承担对地攻击任务。

### 印度
印度空军的苏-7参加了1971年印巴战争。印度共出动6个中队的苏-7，合计出动超过1,500架次，主要担任对地攻击任务。印度空军的苏-7出勤率相当高，高峰时每名飞行员每天出击6次。印度空军在战争中共损失了14架苏-7，主要原因是地面火力的打击。因为印度飞行员习惯多次飞临同一个目标上空。在Risawala上空的一次侦察飞行中，一架苏-7击落了一架歼-6（中国产米格-19）。这架苏-7机身多处遭到防空火力损坏，但最终成功飞回基地。一份未经确认的报告称印度飞行员Kadam驾驶的一架苏-7击落了巴基斯坦AJ Siddiqu上尉驾驶的一架F-86，但由于苏-7在返回基地的过程中被巴基斯坦的Hashmi击落，该战斗未被记录进印度方面的战果中。而一架由HS Mangat上尉驾驶的苏-7被一枚响尾蛇导弹击中，飞机严重损毁，襟翼与副翼脱落，部分导弹甚至留在了苏-7的尾喷口中，但苏-7成功地返回了基地。在巴基斯坦空军的记录中，这被认定为一次击落。

### 伊拉克
伊拉克海珊政權從盟友蘇聯手中引進了苏-7攻擊機，並參與了兩伊戰爭中對伊朗地面目標的攻擊行動。